# Puch Dakota
Puch Dakota (Puch VZ 50) var en mopedmodell tillverkad av Puch 1965–1981. Dakota var av standardmodell liknande en motorcykel men med den skillnaden att motorn, till skillnad från de flesta andra mopeders, var fläktkyld. 
Modellen började tillverkas 1965 på Puchfabriken i Steyr i Österrike. 1966 började modellen säljas i Sverige där den fick namnet Dakota. Dakota levererades i British racing green endast under det första året 1966. Den såldes i rött 1967–1970. Den klassiska blå färgen kallad Dinoblå användes 1970–1982 och modellen kunde även köpas i guldlackering 1972–1975.
Ytterligare en modell, kallad Dakota 3000, byggdes åren 1975 till 1977. Denna hade dock en helt annan modernare design (samma som M50, Monza, Monza 3C och Arizona). Det som skiljer den från de andra är framför allt den fläktkylda motorn som hämtats från den vanliga Dakotan.
Tillverkningen upphörde 1981 med 1982 som sista årsmodell. Modellen lades ned då det skulle bli för kostsamt att köpa in nya tillverkningsverktyg för en modell som då bara såldes på den svenska marknaden.